# アブチロン属
アブチロン属（アブチロンぞく、学名：Genus Abutilon）は、アオイ目アオイ科に分類される1属。標準和名のほかに「イチビ属」とも呼ばれる。世界中の熱帯から亜熱帯に160種程度が分布し、特に南アメリカ大陸で多様である。

## 名称
属名 "Abutilon（日本語音写例：アブーティロン、アブティロン）" は、英語名 "abutilon（音写例：アビューティロン）" と同根で、本属の1種 Abutilon incanum と同定されている薬草 "Indian Mallow" を指すアラビア語 "أَبُو طِيلُون（ラテン翻字：ʾabū ṭīlūn）"（音写例：アブーティールーン）に由来している。
一方、『園芸植物大事典 1』小学館（1988年刊）では、ギリシア語の［ a（否定、～がない）+ bous（牝牛）+ tilos（下痢）］に由来し、本属の植物が家畜の下痢止めになると考えられていたことによると解説している。アラビア人は古代ギリシアの自然科学的知識を継承・活用しており、薬草アブーティールーンの起源も、辿れば古代ギリシアに行く着くのに違いない。

## 生物的特徴
一年草、多年草または低木。
ウキツリボクやショウジョウカ、また、それらを元に生み出された園芸品種が観賞用に栽培される。一部の園芸品種は葉が五裂し、それをカエデの葉に見立てた flowering maple の英名がある。インド原産のイチビやタカサゴイチビは繊維植物や採油用として栽培される一方、荒地や農地に帰化し難防除雑草として問題ともなっている。

## 分類

### 下位分類（2020年代）
現状の掲載内容は網羅的でない。
- Abutilon indicum　タカサゴイチビ

インド原産。原産地では繊維植物や種子からの採油用に栽培される。日本では奄美大島・喜界島以南に帰化。
- Abutilon megapotamicum　ウキツリボク（チロリアンランプ）

ブラジル原産。赤い萼と黄色の花弁を持つ花を咲かせ、観賞用に栽培される。
- Abutilon ochsenii

チリ原産。イギリスに1957年に導入されたヨーロッパでは新しい部類の種。青紫色の花が咲く。
- Abutilon pictum　ショウジョウカ

ブラジル原産。橙色の花弁に赤い網目状の脈が入る。多くの園芸品種の交雑親として用いられている。
- Abutilon theophrasti　イチビ（キリアサ、ボウマ、ホクチガラ[8]）

タイプ種。
インド原産。繊維植物として栽培もされるが、現在は帰化植物として世界各地で猛威を振るう。
- Abutilon vitifolium [8]

2022年現在は Corynabutilon vitifolium のシノニムと見做されている。
チリ原産。5m以上に伸びる場合もある。花は淡紅色・白色・藤色がある。

### 交雑種
- Abutilon × hybridum　フイリアブチロン（アブチロン）

ショウジョウカやウキツリボク等の交配や突然変異から選抜された園芸品種群。様々な色や形がある。
- Abutilon × milleri

ウキツリボクとショウジョウカの種間雑種。花は両種の特徴を受け継ぎ、赤い萼と黄色の花弁で、花弁に脈が入る。
- Abutilon × suntense

A. ochsenii と A. vitifolium の交配で生み出された園芸用の雑種。丈夫で、淡紫色の花を多数つける。